# Nihon-Universität

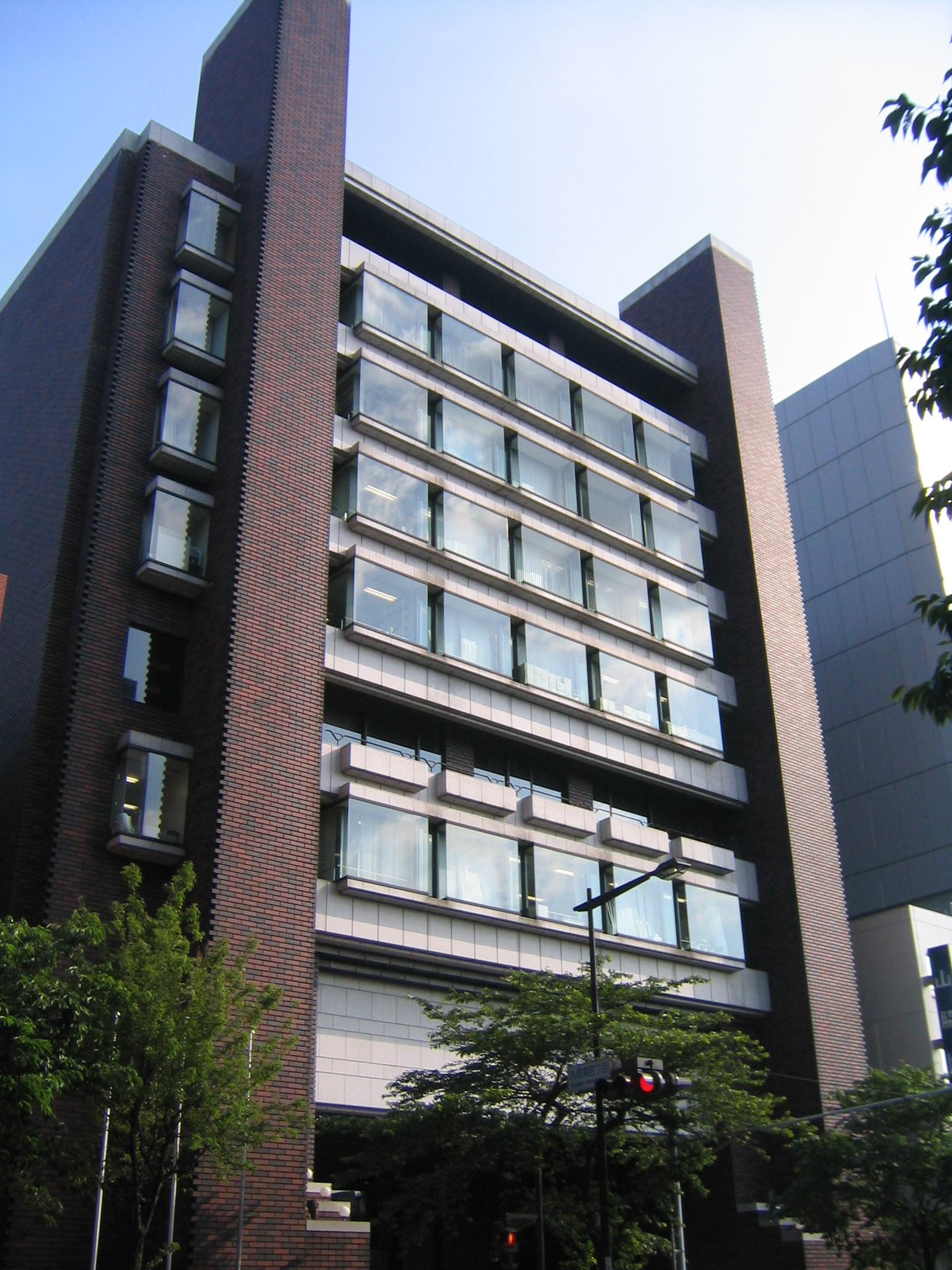
NU-Gebäude (Hauptsitz)

Die Nihon-Universität (japanisch 日本大学, Nihon daigaku, kurz: Nichidai (japanisch 日大) oder NU) ist eine private japanische Universität (私立大学, Shiritsu daigaku) und eine der größten im Lande. Ihr Hauptsitz ist in Kudanminami, Chiyoda-ku, Tokio.
Die Universität hat heute 14 Fakultäten (Studenten: ca. 68.000) und 20 Graduate Schools (Studenten: ca. 3.600).

## Geschichte
Die Universität wurde im Oktober 1889 vom japanischen Justizminister Yamada Akiyoshi (山田顕義, 1844–1892) als Nihon-Rechtsschule (日本法律学校, Nihon hōritsu gakkō) gegründet. Sie war eine Abendschule beim Kōten Kōkyūjo (皇典講究所, Forschungsinstitut für die Japanischen Klassiker, heute: Kokugakuin). 1895 setzte sie das neue Schulgebäude im heutigen Misakichō-Campus. Im Dezember 1898 wurde sie eine selbständige Schule und im August 1903 benannte sich in Nihon Daigaku (dt. „Nihon-Hochschule“) um. Im April 1920 erlangte sie den Universitätsstatus.
Für die Geschichte jeder Fakultät, siehe den Absatz „Fakultäten“.

## Standorte
- Hauptsitz (in Kudanminami, Chiyoda-ku, Tokio, 35° 41′ 27,6″ N, 139° 44′ 15,4″ OKoordinaten: 35° 41′ 27,6″ N, 139° 44′ 15,4″ O)
- Misakichō-Campus (in Misakichō, Chiyoda-ku, Tokio, 35° 41′ 58,9″ N, 139° 45′ 15,3″ O)
- Ōmiya-Campus (in Minuma-ku, Saitama, 35° 54′ 42,9″ N, 139° 39′ 45,1″ O)
- Fakultät für Geistes- und Naturwissenschaften (in Sakurajōsui, Setagaya-ku, Tokio, 35° 39′ 44,2″ N, 139° 38′ 3,7″ O)
- Kinuta-Campus (in Kinuta, Setagaya-ku, Tokio, 35° 38′ 7,6″ N, 139° 36′ 32,9″ O)
- Ekoda-Campus (in Asahigaoka, Nerima-ku, Tokio, 35° 44′ 15,2″ N, 139° 40′ 31,1″ O)
- Tokorozawa-Campus (in Tokorozawa, Saitama, 35° 48′ 55,8″ N, 139° 29′ 47,6″ O)
- Mishima-Campus (in Mishima, Shizuoka, 35° 7′ 52,6″ N, 138° 54′ 54″ O)
- Surugadai-Campus (in Kanda-Surugadai, Chiyoda-ku, Tokio, 35° 41′ 51,4″ N, 139° 45′ 49″ O)
- Funabashi-Campus (in Funabashi, Chiba, 35° 43′ 25,7″ N, 140° 3′ 24,2″ O)
- Tsudanuma-Campus (in Izumichō, Narashino, Chiba, 35° 41′ 36,8″ N, 140° 3′ 5,9″ O)
- Mimomi-Campus (in Shin'ei, Narashino, Chiba, 35° 41′ 16,2″ N, 140° 3′ 43,4″ O)
- Fakultät für Ingenieurwissenschaften (in Kōriyama, Fukushima, 37° 21′ 34,1″ N, 140° 22′ 58,5″ O)
- Fakultät für Medizin (in Itabashi-ku, Tokio, 35° 44′ 57,5″ N, 139° 41′ 25,6″ O)
- Fakultät für Zahnmedizin Matsudo (in Matsudo, Chiba, 35° 48′ 35,9″ N, 139° 53′ 57,4″ O)
- Shōnan-Campus (in Fujisawa, Kanagawa, 35° 22′ 51,6″ N, 139° 28′ 8,2″ O)
- Fakultät für Pharmazie (in Funabashi, Chiba, 35° 43′ 41,7″ N, 140° 3′ 9,4″ O)
- Ochanomizu-Campus (in Kanda-Surugadai, Chiyoda-ku, Tokio, 35° 41′ 48,9″ N, 139° 45′ 44,1″ O)

## Fakultäten
- Fakultät für Rechtswissenschaft (im Misakichō-Campus / Ōmiya-Campus)
Gegründet 1889; die älteste Fakultät der Universität. Der Hauptcampus ist Misakichō-Campus; der Ōmiya-Campus ist für die Neulinge.
- Fakultät für Geistes- und Naturwissenschaften
Gegründet 1901 als Abteilung für Mittelschullehrerausbildung (高等師範科) der Nihon-Rechtsschule. 1924 gründete die Universität die Abteilung für Geisteswissenschaften. 1949 entwickelte die Abteilung sich zur Fakultät für Geisteswissenschaften. 1958 setzte sie naturwissenschaftliche Kurse und benannte sich in Fakultät für Geistes- und Naturwissenschaften um.
- Fakultät für Volkswirtschaftslehre (im Misakichō-Campus)
Gegründet 1904 als Abteilung für Handelswissenschaft der Nihon-Rechtsschule. 1920 entwickelte sie sich zur Fakultät für Handelswissenschaft der Nihon-Universität. 1934 wurde sie in Fakultät für Wirtschaftswissenschaften umbenannt. 1957 teilte sie sich in zwei Fakultäten: Volkswirtschaftslehre und Handelswissenschaft.
- Fakultät für Handelswissenschaft (im Kinuta-Campus)
Gegründet 1904 als Abteilung für Handelswissenschaft der Nihon-Rechtsschule.
- Fakultät für Künste (im Ekoda-Campus / Tokorozawa-Campus)
Gegründet 1921 als Abteilung für Ästhetik der Nihon-Universität. 1939 zog die Abteilung in den heutigen Ekoda-Campus. 1949 entwickelte sie sich zur Fakultät für Künste.
- Fakultät für Interkulturelle Studien (gegründet 1978, im Mishima-Campus)
- Fakultät für Natur- und Ingenieurwissenschaften (im Surugadai-Campus / Funabashi-Campus)
Gegründet 1920 als Höhere Technische Schule der Nihon-Universität-Stiftung (日本大学高等工学校). 1928 gründete die Universität die Fakultät für Ingenieurwissenschaften. 1958 setzte sie Kurse für Physik und benannte sich in Fakultät für Natur- und Ingenieurwissenschaften um.
- Fakultät für Industrielle Ingenieurwissenschaften (生産工学部, im Tsudanuma-Campus / Mimomi-Campus)
Gegründet 1952 als Abteilung für Industrielle Verwaltung der Fakultät für Ingenieurwissenschaften. 1965 entwickelte sie sich zur Ersten Fakultät für Ingenieurwissenschaften und 1966 benannte sich in Fakultät für Industrielle Ingenieurwissenschaften um.
- Fakultät für Ingenieurwissenschaften
Gegründet 1947 als Fachschulabteilung für Ingenieurwissenschaften. 1949 entwickelte sie sich zur Zweiten Fakultät für Ingenieurwissenschaften. 1966 benannte sie sich in Fakultät für Ingenieurwissenschaften um.
- Fakultät für Medizin
Gegründet 1925 als Fachschulabteilung für Medizin. 1937 zog sie in den heutigen Campus. 1942 entwickelte sie sich zur Fakultät für Medizin.
- Fakultät für Zahnmedizin (im Surugadai-Campus)
Gegründet 1916 als Tōyō-Schule für Zahnmedizin (東洋歯科医学校, Tōyō shika igakkō). 1921 wurde sie zur Schule für Zahnmedizin der Nihon-Universität-Stiftung (日本大学歯科医学校). 1952 wurde sie zur Fakultät für Zahnmedizin.
- Fakultät für Zahnmedizin Matsudo
Gegründet 1971 als Zahnmedizinische Hochschule Matsudo der Nihon-Universität-Stiftung (日本大学松戸歯科大学, Nihon daigaku Matsudo shika daigaku). 1976 wurde sie zur Fakultät für Zahnmedizin Matsudo.
- Fakultät für Bioressourcen (engl. College of Bioresource Sciences, im Shōnan-Campus)
Gegründet 1943 als Fakultät für Agrarwissenschaft. 1951 wurde die ehemalige Hochschule für Veterinär und Tierhaltung Tokio (東京獣医畜産大学, Tōkyō jūi chikusan daigaku, gegründet 1907) zur Nihon-Universität zusammengesetzt. Die Fakultät benannte sich 1952 in Fakultät für Agrarwissenschaft und Veterinärwesen um und 2000 dann in Fakultät für Bioressourcen.
- Fakultät für Pharmazie
Gegründet 1952 als Abteilung für Pharmazie der Fakultät für Ingenieurwissenschaften. 1988 wurde sie zur Fakultät für Pharmazie.
- Abteilung für Fernstudium (im Ochanomizu-Campus)

## Bekannte Absolventen
- Gosho Aoyama (* 1963), Mangaka
- Kinji Fukasaku (1930–2003), Filmregisseur
- Wajima Hiroshi (1948–2018), Sumōringer
- Lilas Ikuta (* 2000), Singer-Songwriterin
- Kyōko Iwasaki (* 1978), Schwimmerin
- Yuri Kanchiku (* 1982), Regisseurin und Drehbuchautorin
- Kazuo Kashio (1929–2018), Unternehmer
- Kotomitsuki Keiji (* 1976), Sumōringer
- Makoto Koga (* 1940), Politiker
- Teruo Kono (1934–2000), Karate-Großmeister
- Kentaro Miura (1966–2021), Mangaka
- Shigeki Maruyama (* 1969), Golfer
- Momo Minosuke (1898–1961), Publizist und Hochschullehrer
- Hiroyuki Sanada (* 1960), Schauspieler
- Takamisakari Seiken (* 1976), Sumōringer
- Hiroyasu Shimizu (* 1974), Eisschnellläufer
- Banana Yoshimoto (* 1964), Schriftstellerin